# VLT de Cuenca
O VLT de Cuenca (em castelhano:  Tranvía de Cuenca) é uma linha de VLT na cidade equatoriana de Cuenca.

## História
As obras começaram em novembro de 2013, com a cidade de Cuenca assinando um contrato de US$142,6 milhões com o consórcio CITA Cuenca, liderado pela Alstom e inclui a CIM, Ineo e a TSO, no mesmo ano. Testes com os trens Alstom Citadis começaram em agosto de 2017.
Em setembro de 2018, a prefeitura de Cuenca assinou um contrato com o Metro Tenerife, para a operação da linha.

## Rota
A rota de 10,7 km começa no Parque Industrial e termina em em Rio Tarqui, e é esperado que 120.000 passageiros usem a linha diariamente.